# Real Academia de Medicina y Cirugía de Valladolid
La Real Academia de Medicina y Cirugía de Valladolid (RAMYCVA) es una institución académica española con ámbito territorial en la Comunidad de Castilla y León cuya sede se encuentra en el Palacio de los Vivero, C/Real Chancilleria s/n, 47003 Valladolid
Es la segunda Academia en antigüedad en España después de la de Sevilla, la Regia Sociedad de Medicina y otras Ciencias, primera institución médica española consagrada a la difusión de nuevas ideas médicas, cuyas iniciales ordenanzas aprobó Carlos II de España en 1700 y que logró la protección real de Felipe V en 1701.
Los orígenes de la Real Academia de Medicina de Valladolid se pueden documentar el día 27 de enero del año 1731, actuando Lorenzo Pinedo, catedrático de Prima de Avicena, como portavoz de los catedráticos de la Facultad de medicina en el Claustro de la Universidad de Valladolid.
A lo largo de su historia ha tenido varias reorganizaciones e interrupciones hasta ser recuperada a mediados del siglo XIX  para incardinarla en la organización sanitaria, asignándole  el papel de "corporación encargada de promover el cultivo de la ciencia y consultiva del gobierno, desembarazándola de cualquier tipo de función y vinculación administrativa".
Desde el 19 de junio de 1986 es Academia Asociada del Instituto de España (IdeE).

## Presidentes
Desde 1865  hasta el momento presente han ocupado la Presidencia de la Real Academia de Medicina y Cirugía de Valladolid los señores:
- Andrés Laorden López (1865-1877)
- Nicolás de la Fuente Arrimadas (1877-1895)
- Vicente Sagarra Lascuraín (1895-1911)
- Eloy Durruti Saracho (1912-1921)
- Federico Murueta Goyena (1921-1930)
- Salvino Sierra y Val (1931-1939)
- Isidoro de la Villa y Sanz (1939-1944)
- Blás Sierra Rodríguez (1944-1961)
- Vicente González Calvo (1961-1989)
- José María Beltrán de Heredia y Onís (1989-1993)
- Pedro Álvarez-Quiñones Caravia (1993-2004)
- Ángel Marañón Cabello (2004-continúa)

## Académicos  de honor
Han sido y son Académicos de Honor destacadas figuras de la Medicina Española como:
- Gregorio Marañón
- Emilio Díaz Caneja
- Carlos Jiménez Díaz
- Teófilo Hernando Ortega
- Juan Rof Carballo
- Pedro Laín Entralgo
- Francisco Grande Covián
- Fernando Tejerina García
- Hipólito Durán Sacristán
- Amador Schüller
- Carlos Zurita Delgado
- Ciril Rozman Borstnar

## Actual junta directiva[5]
- Presidente: Ángel Marañón Cabello
- Vicepresidente 1º: Luis Javier García Frade
- Vicepresidente 2º: Carlos Gómez Canga-Argüelles
- Secretario General: Alfonso Velasco Martín
- Vicesecretario: Víctor Jesús Zurita Villamuza
- Tesorero: Javier Álvarez Martín
- Bibliotecario: Juan Riera Palmero

## Académicos[6]
1. Emeterio Fernández Marcos
2. Pedro Marcos Gallego
3. Ängel Marañón cabello
4. Antonio Mª Mateo Gutiérrez
5. Miguel Mª Sánchez Martín
6. Pelegrín Martínez Baza †
7. Tomás Caro-Patón Gómez †
8. Antonio Rodríguez Torres
9. Pedro Gago Romón
10. José Mª Izquierdo Rojo
11. Guillermo Ramos Seisdedos
12. Jesús Bustamente Bustamente
13. Mª Del Rosario Fernández Arranz
14. Víctor J Zurita Villamuza
15. Antonio Jimeno Carrúez
16. Alfonso Velasco Martín
17. José Mª Martínez-Segarra Oceja
18. Juan Riera Palmero
19. Mª del Rosario Esteban Casado
20. José Rabadán Jiménez
21. Eugenio Jover Sanz
22. Luis Mª Gil-Carcedo García
23. Carlos Gómez Canga-Argüelles
24. Mª José García Sánchez
25. Carlos Vaquero Puerta
26. Luis Javier García Frade
27. Javier Álvarez Martín
28. Santiago Rodríguez García
29. Francisco Antonio Rojo Vázquez
30. Jesús Culebras Fernández
31. Jesús María Sanz Serna
32. José Carlos Pastor Gimeno
33. José Luis Useros Fernández
34. Alicia Armentia Medina
35. José Ignacio Gómez Herreas
36. Juan Francisco Arenillas Lara
37. Alberto Miranda Romero
38. Enrique González Sarmiento
39. Daniel Antonio de Luis Roman
40. Manuel Jesús Gayoso Rodríguez
41. José María Eiros Bouza
42. Mercedes Martínez León
43. Félix Manuel Nieto Bayón
44. Elisa Gil-Carcedo Sañudo
45. Israel Sánchez Lite